# معهد صالح عزيز

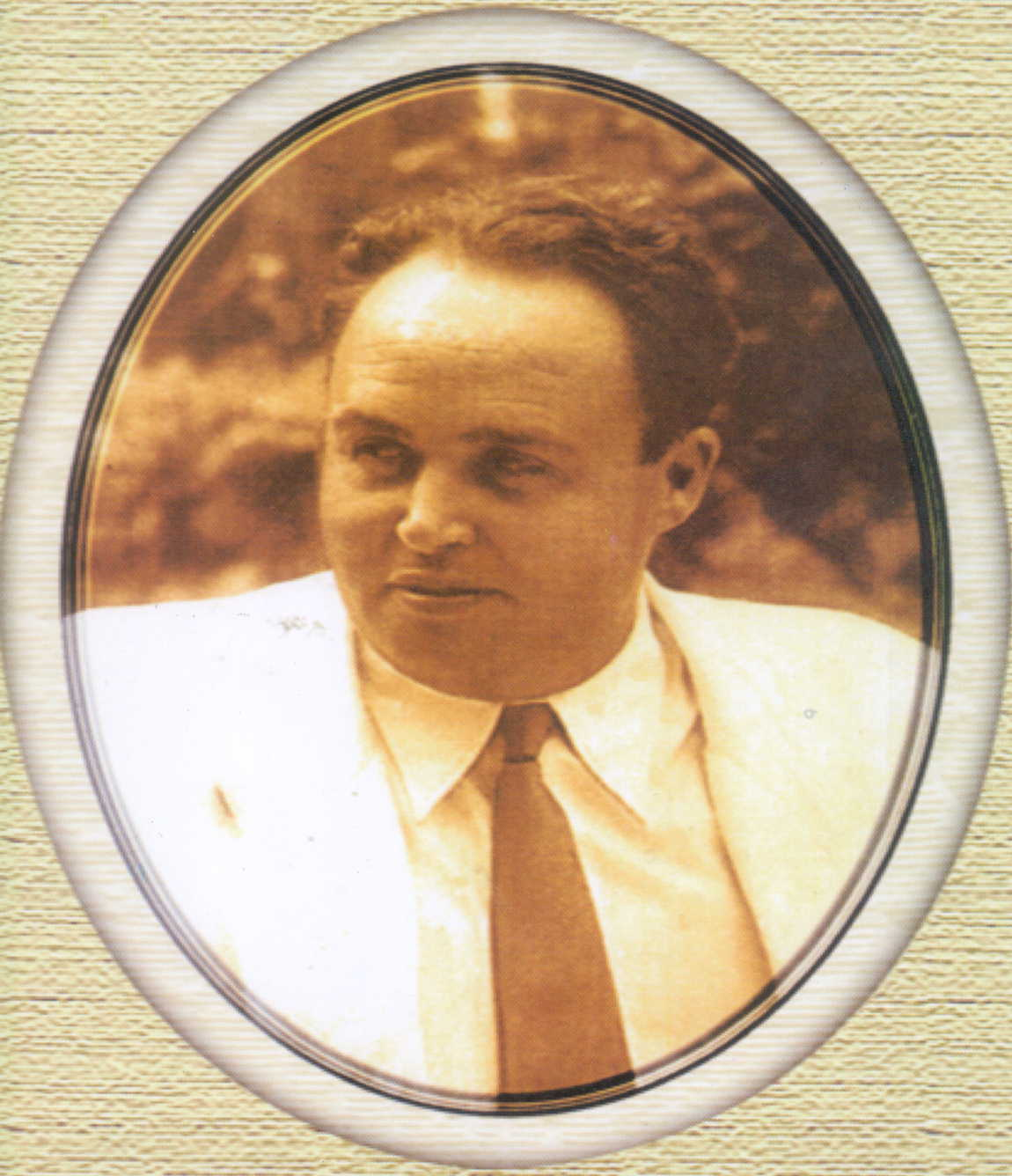
صورة صالح عزيز

معهد صالح عزيّز (المركز التونسي لمقاومة السرطان) هو مستشفى يقع بحي باب سعدون بمدينة تونس على شارع 9 أفريل 1938. دُشن في 20 مارس 1969 باسم المعهد الوطني للسرطان، ثم سمي باسم صالح عزيز (1911-1953)، وهو أول جراح تونسي مسلم. يمثل معهد صالح عزيز المركز المرجعي في تونس لمراقبة وتشخيص ومعالجة السرطانات. يضم معهد صالح عزيز 4 أقسام، هي:
1. الطب-الجراحة :
  1. طب الأورام
  2. جراحة الأورام العامة
  3. جراحة أورام الوجه والرقبة
2. الطب النووي :
  1. التشخيص الإشعاعي
  2. الاستشعاع (العلاج بالأشعة)
3. علم الأحياء-علم الأمراض :
  1. علم المناعة-علم الأمراض النسيجي
  2. علم الأحياء الطبي
  3. التشريح المرضي
4. الوبئيات، علم الإحصاء، الإعلامية

## مقالات ذات صلة
- صالح عزيز

## روابط خارجية
- الموقع الرسمي لمعهد صالح عزيز.